# Sveržovka
Sveržovka – potok w Karpatach Zachodnich na Słowacji, lewobrzeżny dopływ Topli. Cały tok, długości 11,5 km, w kraju preszowskim, w powiecie Bardejów. Nazwa od wsi Sveržov, przez którą przepływa w swym dolnym biegu.

## Charakterystyka
Górny tok w granicach Beskidu Niskiego, dolny – na pograniczu Beskidu Niskiego i Gór Leluchowskich (wg geografów słowackich: Ľubovnianskej vrchoviny).
Źródła na wys. ok. 670 m n.p.m., na zach. stoku pod przełączką oddzielającą Płaziny (słow. Staviská, w głównym grzbiecie karpackim) na pn. od szczytu Pohorelá (821 m n.p.m.) na pd., ok. 500 m na pd. od granicy państwowej słowacko-polskiej. Spływa początkowo w kierunku zach., po czym skręca ku pd. Płynie teraz przez wieś Vyšný Tvarožec, a niżej, skręcając ku pd.-zach., przez Nižný Tvarožec dość szeroką doliną pomiędzy masywem Magury Stebnickiej na wsch. a Busovem na zach. Poniżej tej drugiej wsi, na wys. ok. 355 m n.p.m., przyjmuje swój prawostronny dopływ, większy od niej samej Kamenec i znów skręca ku pd. Przepływa przez Sveržov i w miejscowości Tarnov, na wys. ok. 316 m n.p.m., uchodzi do Topli.
Tok, poza krótkimi odcinkamai w centrach w/wym. miejscowości, nieuregulowany, meandrujący, w dolnym biegu koryto szerokie, pełne łach i kamieńców. Na całej długości przybiera szereg krótkich dopływów